# Olivier Missoup

a Compétitions nationales et continentales officielles uniquement.

Olivier Missoup, né le 5 février 1981 à Neuilly-sur-Seine (Hauts-de-Seine), est un joueur franco-camerounais de rugby à XV jouant au poste de troisième ligne aile.

## Biographie
Olivier Missoup est d'origine camerounaise.
À la fin de sa carrière de joueur, il entraîne Sarcelles, avec qui il obtient notamment deux montées en deux ans, puis fait un passage dans le staff de l'équipe d'Algérie de rugby à XV lors des qualifications pour la Coupe du monde 2023.
En octobre 2024, il est nommé entraîneur en chef de l'équipe du Cameroun de rugby à XV, à la suite d'une décision commune du président de la Fédération camerounaise Félix Onana Etoundi et du manager général George Ngono. Il est alors accompagné par l'ancien international français, Maxime Mermoz. Il ambitionne alors de convaincre plusieurs joueurs d'origine camerounaise évoluant en France de jouer pour leur pays d'origine afin de construire une équipe compétitive. Il souhaite notamment convaincre des joueurs comme Patrick Sobela, Christian Ambadiang, Gabriel N'gandebe, Alexandre Tchaptchet, Boris Palu, Thomas Moukoro ou encore Nelson Épée et Théo Ntamack,,.